# 真鍋凪咲
真鍋 凪咲（まなべ なぎさ、2004年〈平成16年〉6月28日 - ）は、日本の女性アイドル。KAWAII LAB.のCUTIE STREETのメンバー。メンバーカラーは紫色である。神奈川県出身。

## 略歴
本人曰く「自分が本当にやりたいことってなんだろうって沢山考える時期」に、アソビシステムが展開するアイドルプロジェクト「KAWAII LAB.」のオーディションを受け合格。これが人生初めてのオーディションであった。
2023年11月21日、KAWAII LAB.から次世代メンバー「KAWAII LAB. MATES」の始動が発表され、いわゆるアイドル研修生にあたる立場としてアイドル活動をスタートした。2024年1月14日、下北沢シャングリラにて開催された「KAWAII LAB. MATES 単独公演 vol.1」でユニットメンバーと共にFRUITS ZIPPERの「完璧主義で☆」カバーを披露し、ステージデビュー。
その後、KAWAII LAB.の内部オーディションにより新グループ「CUTIE STREET」に合格し、同グループのメンバーとして2024年8月4日「TOKYO IDOL FESTIVAL 2024」のステージにてお披露目、正式にアイドルデビューとなった。

## 人物
MBTIはISTJである。

## 書籍
- 20±SWEET（トゥエンティ・スウィート） 2025 JANUARY（東京ニュース通信社、2025年）[7]

20歳のアイドルをコンセプトとしたスタイルフォトブック。初のソログラビアで振袖姿を披露している。